# Festival de Ravello
El Festival de Ravello es un festival veraniego de música y artes que se desarrolla anualmente durante más dos meses, entre fines de junio y principios de septiembre, que tiene lugar en Ravello, en la Costa Amalfitana, Campania, Italia, y se celebra desde 1953.
Por sus escenarios en los jardines de Villa Rufolo (desde sus inicios) y también en el Auditorium Oscar Niemeyer (a partir de 2015) pasaron figuras de renombre internacional como la Orquesta Sinfónica de Londres, Daniel Barenboim, Zubin Mehta, Martha Argerich, Chick Corea, Herbie Hancock, Plácido Domingo, Maurice Béjart, John Malkovich, Abbas Kiarostami y Fernando Meirelles, entre otros.
El festival comenzó a realizarse como una presentación de música clásica en el 70.º aniversario del fallecimiento del compositor y director Richard Wagner, quien en 1880 había visitado Villa Rufolo, tal como lo hicieran también artistas como Giuseppe Verdi, Arturo Toscanini y Enrico Caruso. Años después el festival incorporó también música de cámara, espectáculos de ballet, proyecciones de películas y diversas exposiciones artísticas.

## Historia

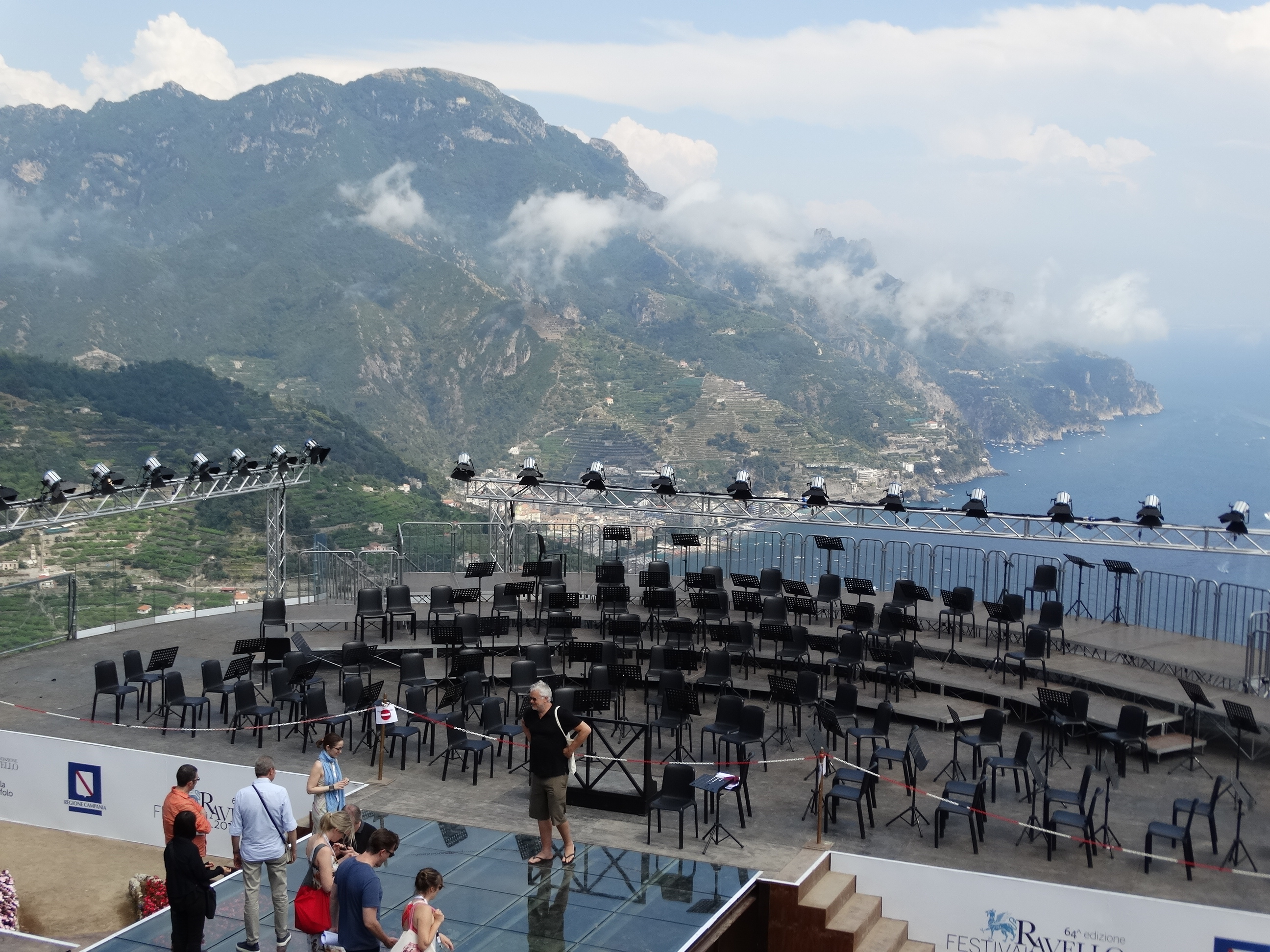
Tim Robbins en el escenario de Villa Rufolo.

El Festival de Ravello se celebra principalmente en Villa Rufolo, construida por una familia de comerciantes en el siglo XIII. La villa fue adquirida por el botánico escocés Sir Francis Nevile Reid en 1851. El compositor Richard Wagner visitó el lugar en 1880 y allí escribió el segundo acto de la ópera Parsifal. En la década de 1930 la orquesta del Teatro de San Carlos de Nápoles interpretó obras de Wagner y finalmente en 1953 se montó un escenario a espaldas del acantilado y el mar, y el festival se inició con el regreso de la orquesta napolitana, en homenaje al compositor alemán.
Numerosos artistas de renombre se presentaron en el festival, convirtiéndolo en uno de los más prestigiosos de Italia y logrando que Ravello sea conocida como "la ciudad de la música".
El Festival de Ravello se complementa con conciertos en distintos lugares de la ciudad y con la extensa agenda de Ravello Concert Society, que en su edición 32ª (en 2017) presenta en la sala Ravello Art Centre una programación de fines de marzo a principios de diciembre de solistas y música de cámara.
Actualmente, la villa es propiedad del Ente Provincial para el Turismo de Salerno y el Ministerio para el Patrimonio Cultural italiano, gestionada desde abril de 2007 por la Fundación Ravello.

## Artistas
Algunos de los artistas que se presentaron en el Festival de Ravello:

- Abbas Kiarostami
- Ballet Nacional de Cuba
- Burt Bacharach
- Camerata de Salzburgo
- Chick Corea
- Daniel Barenboim
- Dave Holland
- David Knopfler
- Dino Asciolla
- Egberto Gismonti
- Fernando Meirelles
- Herbie Hancock
- John Malkovich
- José Cura
- Lorin Maazel
- Martha Argerich
- Martha Graham Dance Company
- Maurice Béjart
- Michael Nyman
- Mstislav Rostropóvich
- New York City Ballet
- Orchestra dell’Accademia del Teatro alla Scala
- Orquesta del Teatro de San Carlos de Nápoles
- Orquesta Filarmónica de Belgrado
- Orquesta Filarmónica de Estrasburgo
- Orquesta Filarmónica de Praga
- Orquesta Filarmónica de San Petersburgo
- Orquesta Sinfónica de Londres
- Orquesta Sinfónica Nacional de la Rai
- Orquesta Sinfónica Simón Bolívar
- Philip Glass
- Plácido Domingo
- Stanley Clarke
- Tim Robbins
- Toquinho
- Uri Caine
- Vladímir Áshkenazi
- Wayne Shorter
- Wilhelm Kempff
- Wynton Marsalis
- Zubin Mehta